# Lüshunkou
Lüshunkou (en chinois simplifié : 旅顺口 ; chinois traditionnel : 旅順口 ; pinyin : Lǚshùnkǒu) est une ville portuaire de Chine, anciennement connue sous le nom de Port-Arthur (russe : Порт-Артур ou Портъ-Артуръ avant réforme orthographique) pendant la période d'administration russe (1898-1905 et 1945-1955) et de Ryojun (旅順) pendant la période d'administration japonaise. Située à l'extrême pointe de la péninsule du Liaodong, elle est un district de la ville sous-provinciale de Dalian dans la province du Liaoning. Elle comptait 210 000 habitants en 2001.

## Histoire

### Dénomination en tant que Port-Arthur
En août 1860, dans le contexte de la seconde guerre de l'opium, l'officier de marine britannique William C. Arthur (en), lieutenant de vaisseau, commandant la canonnière HMS Algerine, fait remorquer son bâtiment endommagé vers le petit port de pêche non fortifié qu'est alors Lüshunkou, et y trouve refuge. Ce faisant, Arthur profite de cette circonstance pour cartographier la zone, et à partir de cette date, c'est sous le nom de Port-Arthur que le Royaume-Uni désignera désormais la localité, suivi en cela par les autres puissances occidentales.

### Fortification et base navale
À la fin des années 1880, le gouvernement chinois charge la société allemande Krupp de bâtir des fortifications à Port-Arthur, à la suite d'un premier essai non concluant ayant fait appel à des entreprises chinoises.
En 1890, l’infrastructure de la base navale de Port-Arthur destinée à la flotte de Beiyang fut construite et terminée par une firme française pour un coût total de 3 millions de taels.

### Présence russe

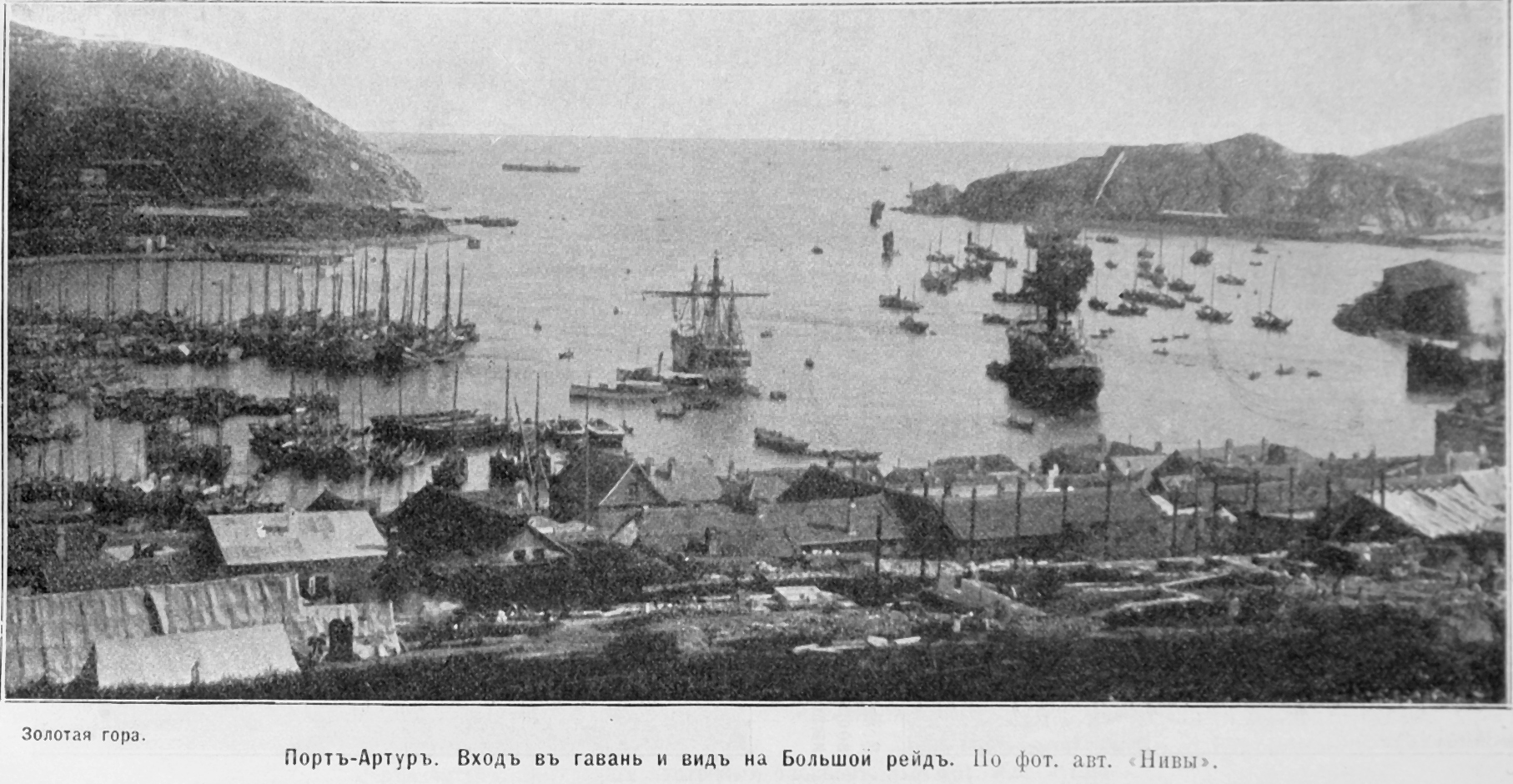
Vue de l'entrée de la baie de Port-Arthur.

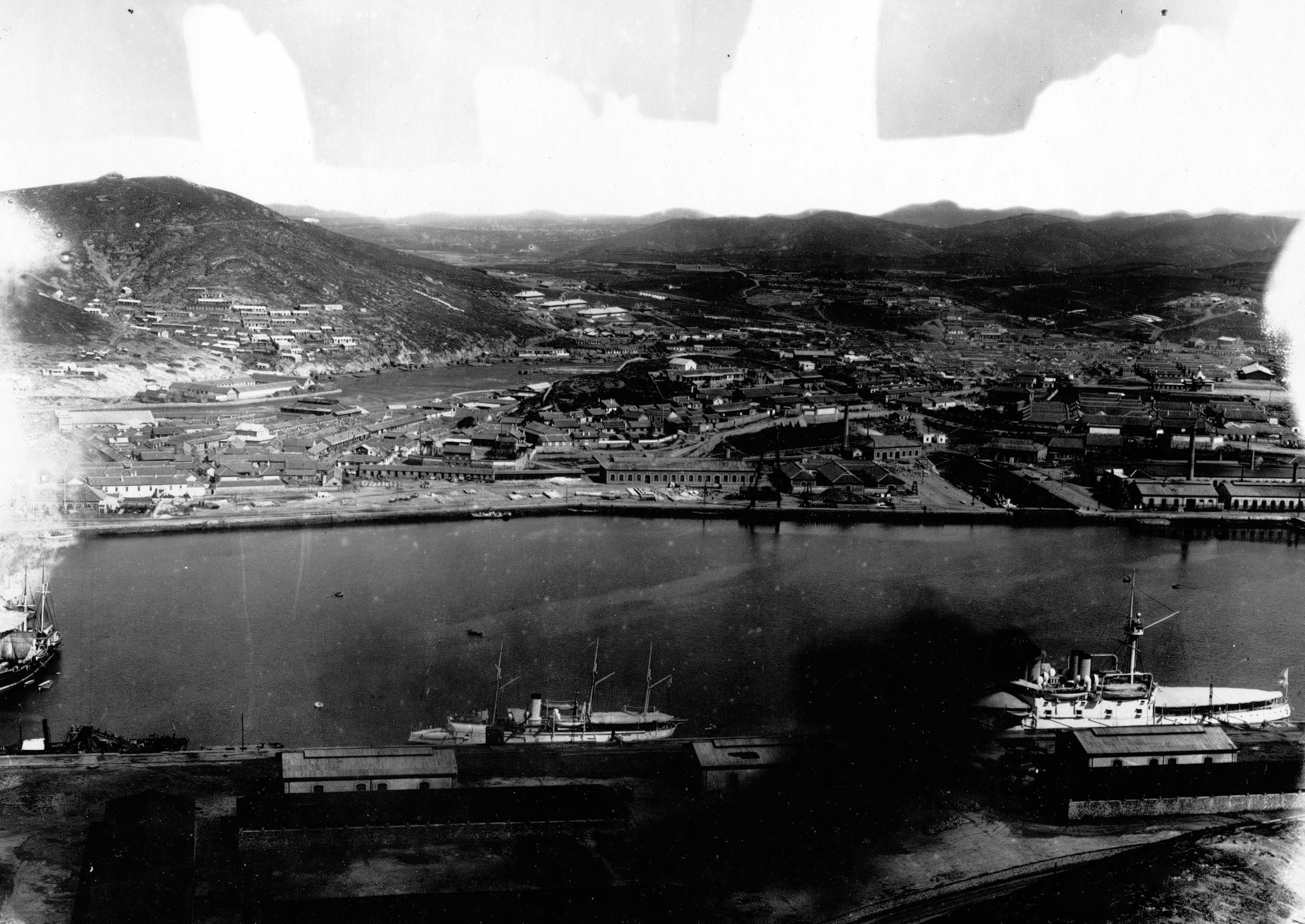
Vue d'un des bassins de Port-Arthur en 1901.

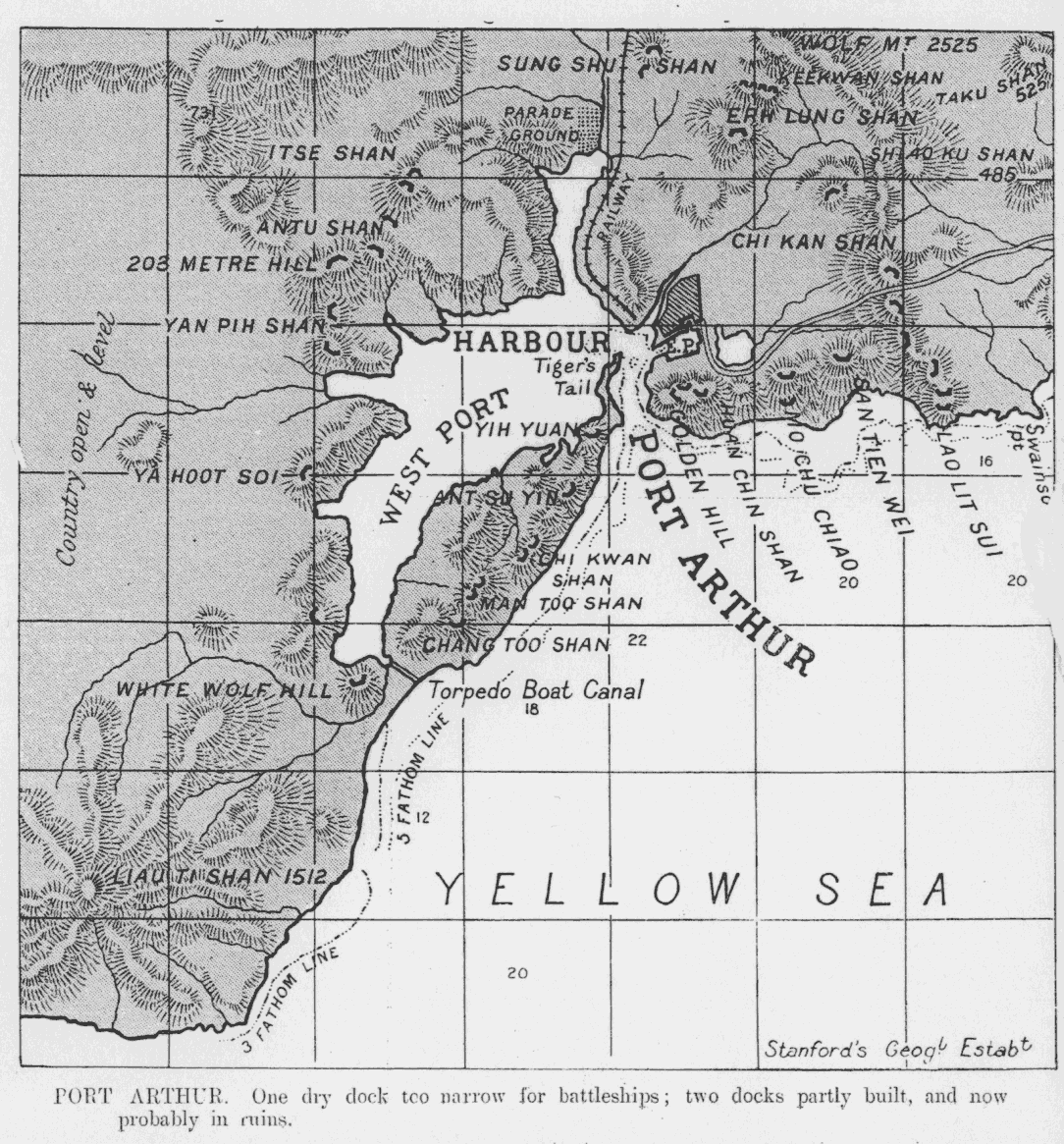
Carte de Port-Arthur en 1905.

Le 21 novembre 1894, Port-Arthur fut le théâtre d'affrontements lors de la première guerre sino-japonaise, lorsque l'avant-garde de la 1re division de la 2e armée de l'armée impériale japonaise sous le commandement du général Yamaji Motoharu massacra des civils chinois, y compris les femmes et les enfants en représailles des mutilations des soldats japonais en arrière par les troupes chinoises, aux mains et pieds coupés et aux soldats enterrés vivants.
Deux ans après ce massacre, l'empire de Russie prit la ville en obtenant une concession louée pour vingt-cinq ans auprès du gouvernement chinois. Les Russes transforment le port en port militaire réservé aux navires chinois et russes, malgré la disparition de la Marine impériale chinoise, et la ville devient l'un des terminus du chemin de fer de l’Est chinois que les Russes avaient construit et géraient comme une section du Transsibérien. En novembre 1897, en effet, le comte Mouraviov, ministre russe des Affaires étrangères, explique dans une note au cabinet qu'il est d'une haute importance stratégique pour la flotte impériale de disposer d'une escale en Extrême-Orient, alors que les Allemands viennent d'obtenir la concession de Kiautschou. Le comte de Witte, ministre russe des Finances, proteste contre cette proposition, arguant que la Russie avait défendu la Chine contre l'agression des Japonais, leur refusant le droit de s'approprier une quelconque parcelle du territoire chinois et donc que l'obtention d'un port par la Russie serait dangereuse. Les Japonais devenaient en effet de plus en plus menaçants et convoitaient la Corée. Nicolas II se range à l'avis de son ministre des Affaires étrangères, ne souhaitant pas laisser les navires britanniques croiser seuls dans la région, et pensant que si les Russes n'obtenaient pas ce port, les Britanniques le prendraient pour eux-mêmes.
La convention russo-chinoise est signée le 15 (27) mars 1898 à Pékin par Pavlov, pour la Russie, et Li-Hong-Jang, membre du Collège des Affaires étrangères, pour la Chine. Le port et sa péninsule deviennent une escale, organisée sous l'autorité du gouverneur général d'Extrême-Orient. La construction de la forteresse devant défendre l'entrée du port démarre en 1901, selon les plans de l'ingénieur militaire Velitchko. Vingt pour cent du projet sont en cours de construction en 1904. À côté du port commercial, il existe un grand bassin, celui de l'ouest, et un autre, celui de l'est. La première escadre du Pacifique l'utilise comme base navale. Port-Arthur est le second port de la flotte du Pacifique, après celui de Vladivostok, en importance. L'escadre comprend sept cuirassés, neuf croiseurs, vingt-quatre torpilleurs, quatre canonnières et d'autres navires.
Un régiment d'infanterie de marine est basé à la forteresse sous le commandement du vice-amiral Alexeïev (à partir de 1899). Il est formé, à partir du 27 juin 1900, de quatre bataillons venant de Russie d'Europe.
Le port est commandé par un gouverneur général, le vice-amiral Nikolaï Greve (1853-1913) à partir du 6 décembre 1902, puis par le contre-amiral Grigorovitch (1853-1930), à partir de 1904.

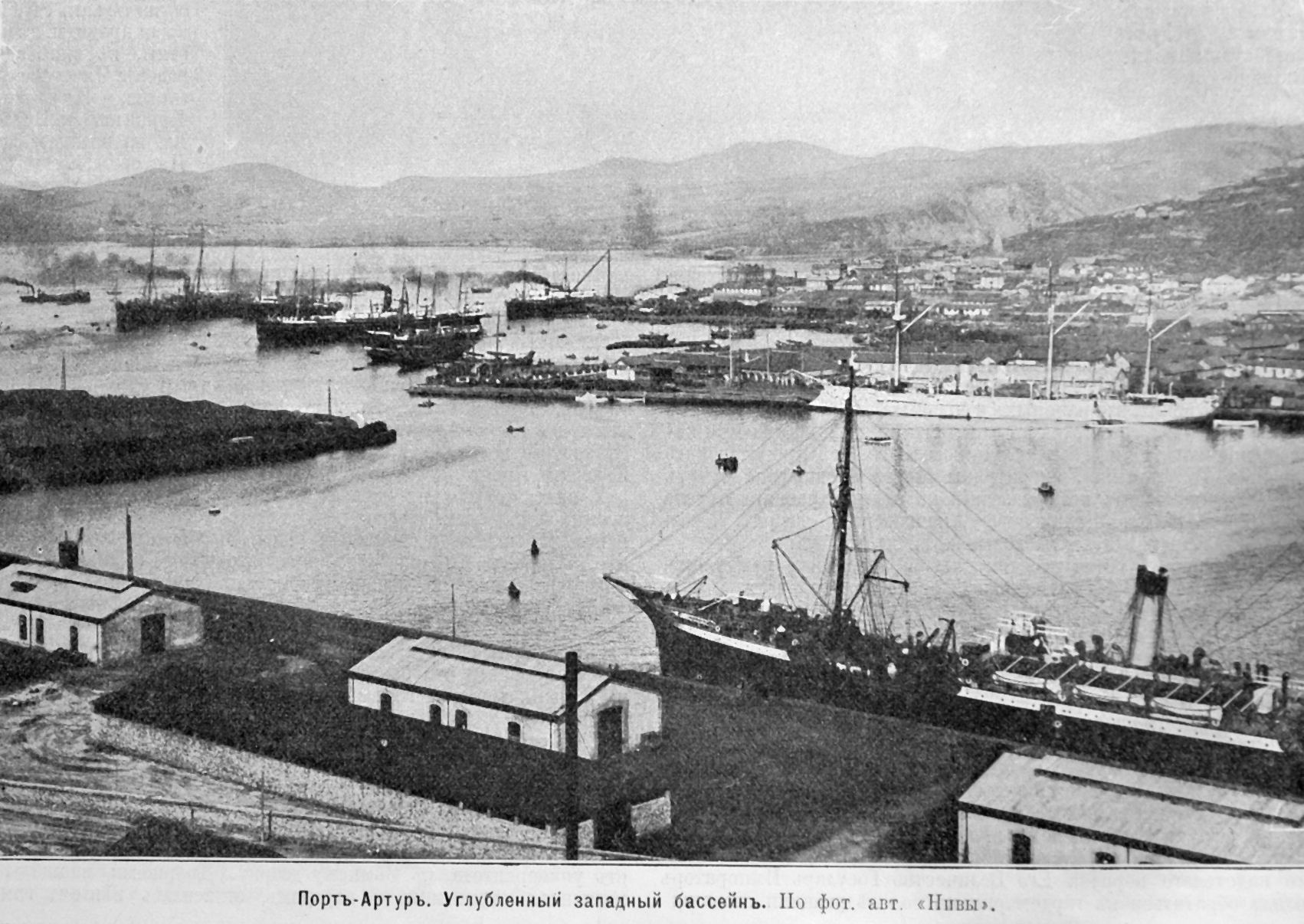
Port-Arthur : bassin de l'ouest, en 1904.
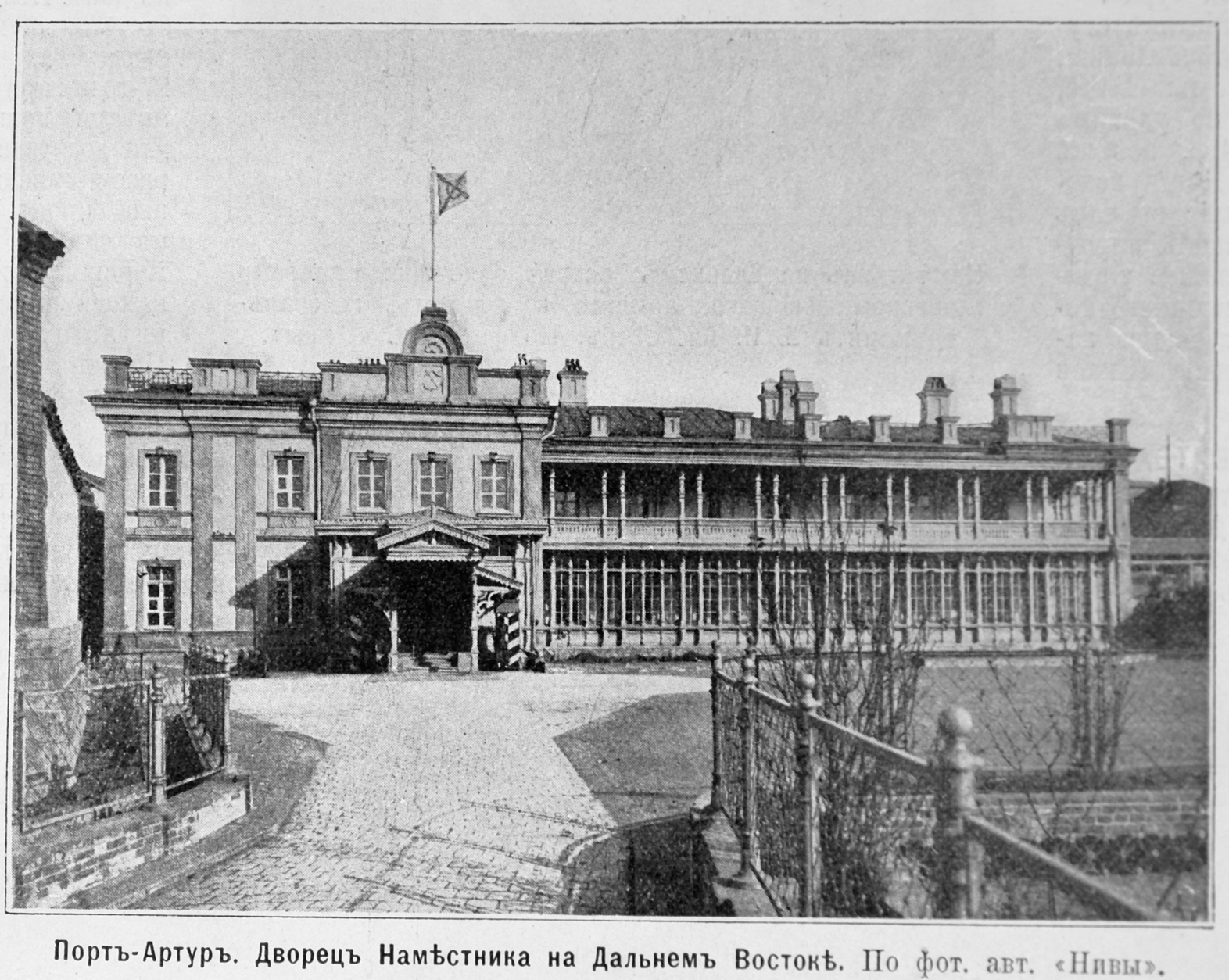
Vue du siège du gouverneur général russe.
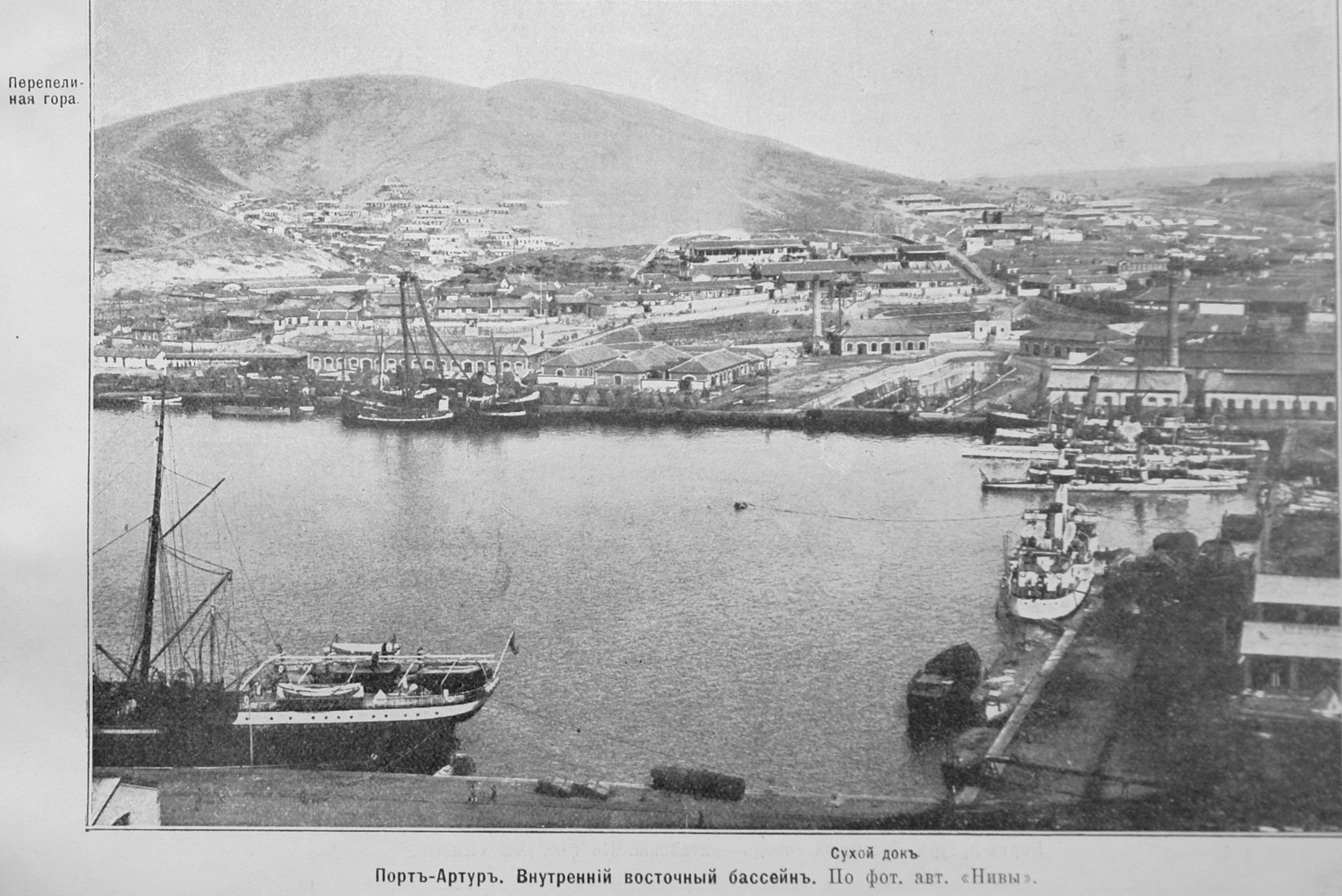
Port-Arthur : bassin de l'est, en 1904.
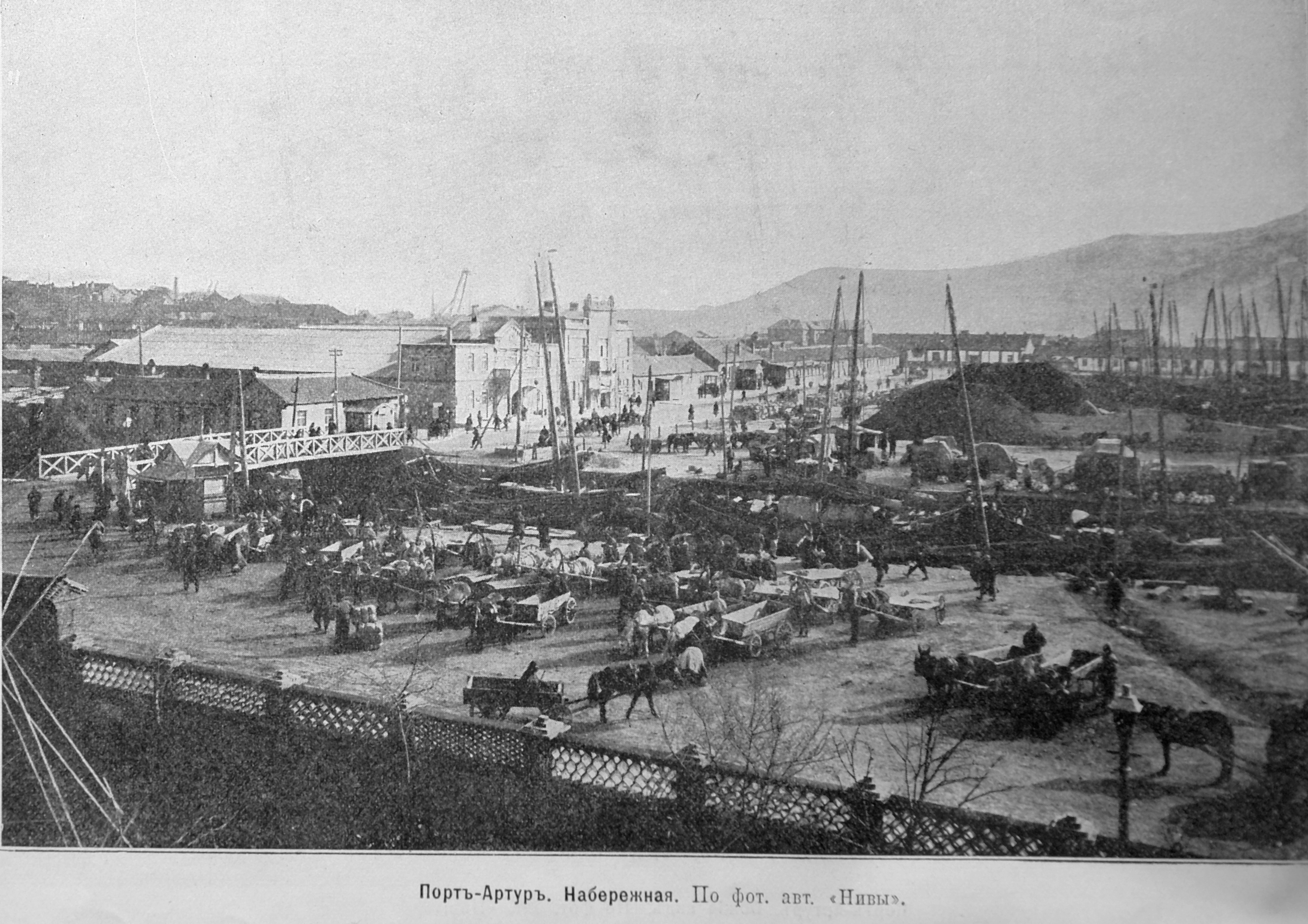
Vue d'un quai du port de commerce, en 1904.

Il y avait en 1903 : 42 065 habitants, dont 13 585 militaires, 4 297 femmes, 3 455 enfants, parmi lesquels 17 709 Européens sujets de l'Empire russe, 23 394 Chinois, 678 Japonais, 246 Européens de différentes nationalités.
On comptait aussi en 1903 : 3 263 maisons d'habitation, plusieurs usines et briqueteries, une fabrique de tabac et une distillerie, une filiale de la Banque russo-chinoise, une imprimerie, le siège du journal Nouvelle Frontière et la gare terminale de la ligne de chemin de fer de Sud-Mandchourie (ou Transmandchourien). Les revenus municipaux de la ville s'élevaient à 154 995 roubles en 1900.

#### Bataille et siège de Port-Arthur
La Russie impériale dispose à Port-Arthur d'un site naturel extrêmement favorable à l'implantation d'une base navale de premier ordre, mais l'entourage du Tsar Nicolas II et en particulier l'amiral Alexeiev (demi-frère illégitime du Tsar et piètre stratège naval) ont mené une politique d'exploitation commerciale à court terme de leurs conquêtes territoriales coréennes : l'argent originellement destiné à la construction d'un arsenal naval avec bassins de radoub, ateliers, facilités de grutage, etc. a été redirigé vers la construction d'un port de commerce à Dalny (Dalian en coréen). La flotte de combat russe basée à Port-Arthur est handicapée de ce fait par le manque d'infrastructures, malgré les efforts méritoires de l'Amiral Makaroff, leur meilleur tacticien, qui sera tué à bord de son navire, le Petropavlovsk lors du blocus du port par la flotte japonaise, commandée de main de maître par l'amiral Togo.
Dès lors, la flotte russe sera condamnée à une lente agonie au mouillage malgré le sursaut que fut la bataille de la mer Jaune. Les défenses terrestres de Port-Arthur, appuyées sur des collines environnantes, seront finalement prises d'assaut par l'armée de terre japonaise malgré l'action d'un chef énergique, le général Kondratenko. La flotte de secours envoyée depuis la Baltique pour délivrer la ville assiégée arrivera bien trop tard et sera réduite à néant lors de la bataille de Tsushima.

### Présence japonaise
La ville devint japonaise à la suite du siège qui se déroula du 9 février 1904 au 2 janvier 1905 lors du conflit russo-japonais et du traité de Portsmouth.

### Présence soviétique
Pendant la guerre soviéto-japonaise, les Japonais, alliés du Troisième Reich vaincu depuis le 8 mai 1945 sont chassés de la ville par les troupes soviétiques de la 39e armée, le 22 août 1945. Les combats font rage des deux côtés. Auparavant, le 14 août 1945, un traité d'alliance entre la république de Chine et l'Union soviétique avait reconnu la souveraineté soviétique sur Port-Arthur, en accordant à l'URSS un bail de trente ans, pour en faire une base navale. Le 14 février 1950, un nouveau traité, dans le contexte de la nouvelle amitié entre l'Union soviétique et la république populaire de Chine, prévoit que la base navale peut être utilisée par la flotte soviétique et la flotte de la république populaire de Chine, avec rétrocession à cette dernière à la fin de 1952. Mais les Chinois demandent, le 15 septembre 1952, la prolongation de ce statut, jusqu'en 1955. Cette demande est officiellement acceptée par les gouvernements des deux pays, le 12 octobre 1954. Les dernières troupes soviétiques partent donc en mai 1955.

### Depuis 1955

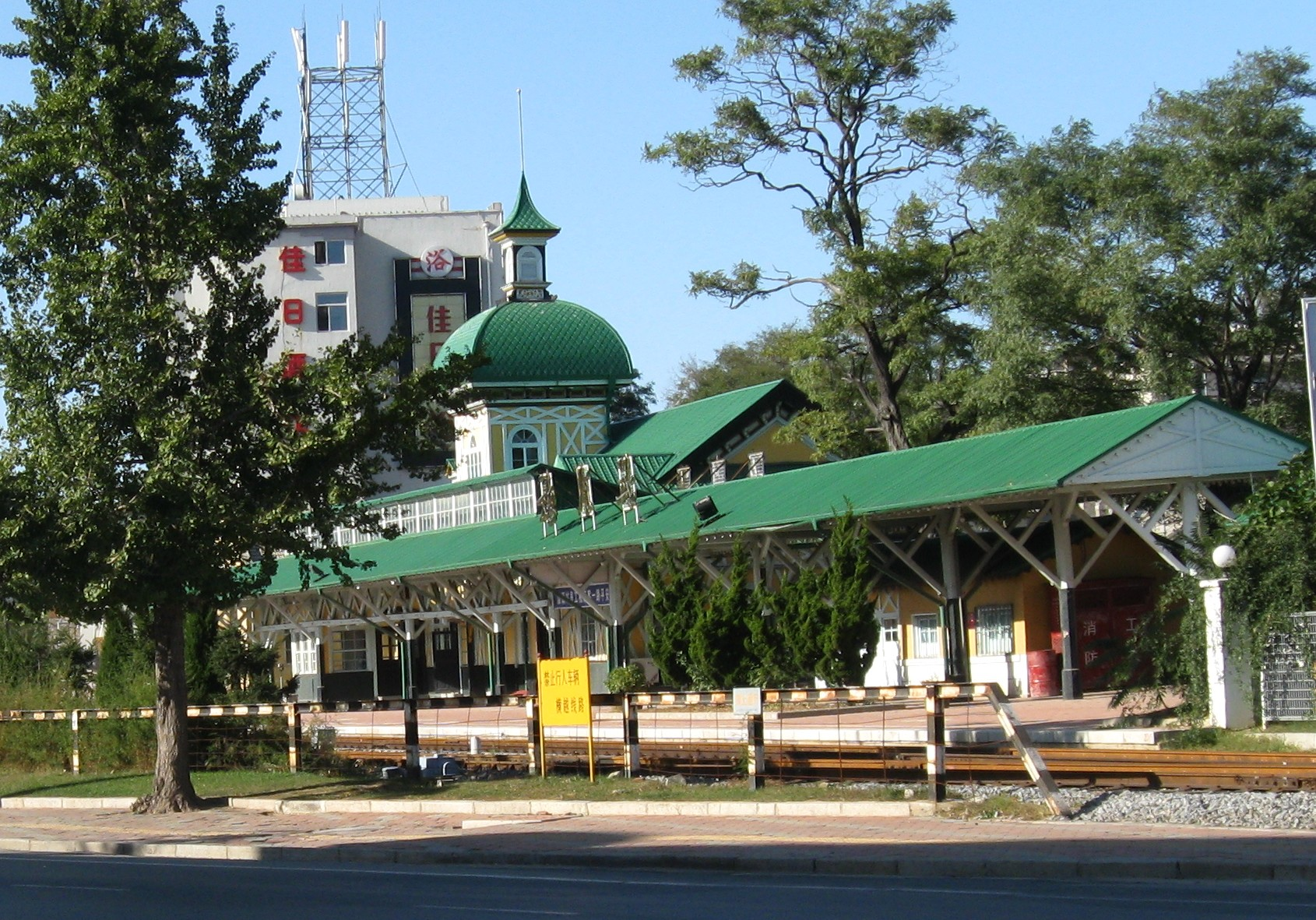
Vue actuelle de la gare construite par les Russes.

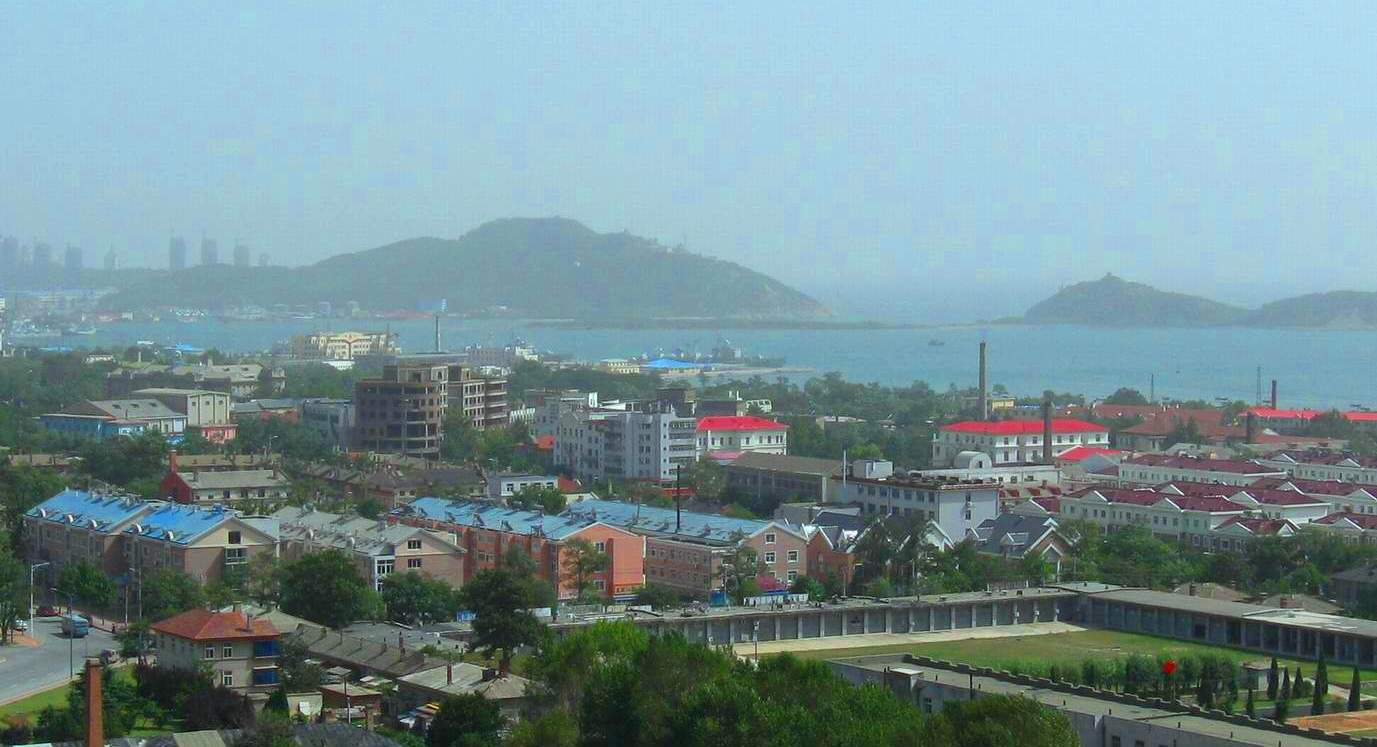
Vue de la ville aujourd'hui.

La ville est fermée aux étrangers, mais les Russes et les Japonais peuvent y venir en groupes organisés accompagnés de guides officiels chinois pour visiter certains lieux de mémoire. Parmi ceux-ci, on peut distinguer :
- 15e batterie russe du roc Électrique (ouverte seulement aux Chinois)
- Fort no 2, où fut tué le général Kondratienko (ouvert seulement aux Chinois)
- Colline 203 : lieu mémoriel des affrontements de la Colline Haute, pendant la guerre russo-japonaise
- Cimetière russe : aujourd'hui musée, avec une chapelle orthodoxe. Quinze mille soldats, marins, et officiers russes de l'époque impériale et de 1945 y sont enterrés
- Gare construite en 1901-1903
- Batterie russe de la colline Wantaï (le Nid d'Aigle)

En plus de ces lieux, un certain nombre de maisons datant de l'époque russe sont encore debout, et les restes de fortifications sont visibles et visités par les touristes chinois. Des travaux de restauration de ces lieux ont été décidés par les autorités en septembre 2010. Une mission professionnelle russe s'y est rendue à l'été 2009, pour restaurer le cimetière. C'était la première fois qu'une mission officielle russe venait sur les lieux depuis 1955. Une partie était prête pour la venue du président Medvedev, le 26 septembre 2009.
Quelques descendants de la population russe, en faible nombre et qui constituent l'une des 55 ethnies en Chine, y résident toujours. Le russe reste parlé localement par quelques personnes, souvent très âgées. Toutefois, à Dalian, ces descendants ne parlent plus le russe mais le mandarin, et la plupart sont métissés, issus de mariages avec des Chinois. Le plus grand nombre n'a pas le statut ethnique « russe » et seul un faible nombre parle le russe parfaitement. Il y a une chapelle orthodoxe russe près du cimetière orthodoxe, avec clergé local.

## Tourisme
Le parc paysager de Dalian-Plage Lüshunkou (大连海滨—旅顺口风景名胜区) a été proclamé parc national le 1er août 1988.